# Pfahldorf
Pfahldorf ist ein Gemeindeteil des Marktes Kipfenberg und eine Gemarkung im oberbayerischen Landkreis Eichstätt. Der Gemeindeteil hatte im Januar 2024 457 Einwohner.

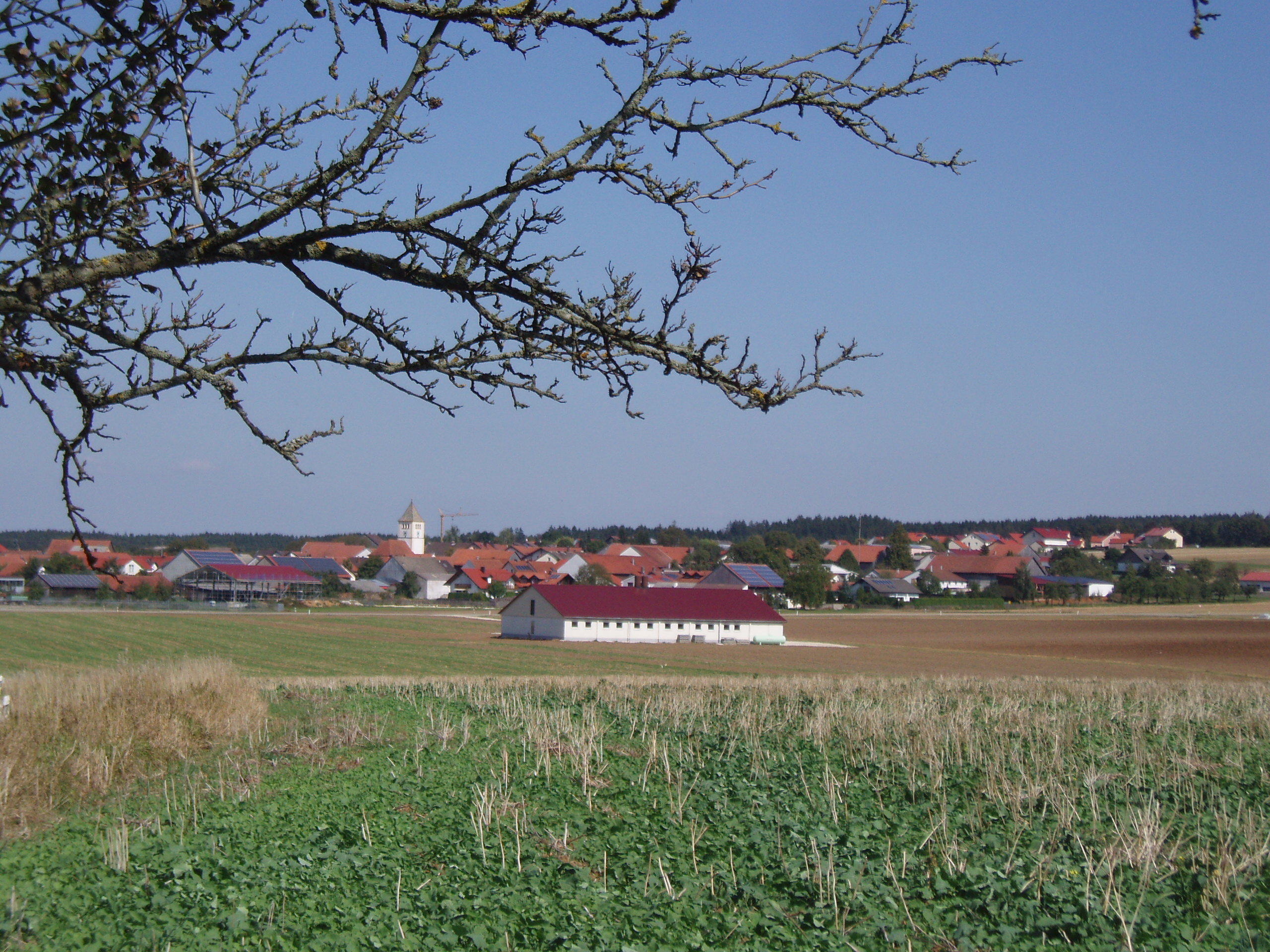
Pfahldorf, von der Jura-Hochstraße aus

## Geographie
Das Pfarrdorf liegt im Naturpark Altmühltal auf der Jurahochfläche nordwestlich von Kipfenberg auf ca. 505 Meter Meereshöhe.

## Verkehrsanbindung
Von dem Dorf an der Jura-Hochstraße Eichstätt–Kinding führen Verbindungsstraßen nach Kipfenberg, Gungolding und über Hirnstetten, Altdorf, Emsing nach Greding.

## Geschichte
Südlich von Pfahldorf sind Hügelgräber aus der Bronzezeit nachgewiesen. Der Ortsname zeigt an, dass das Dorf am ehemaligen römischen Grenzwall „Obergermanisch-Raetischer Limes“ liegt, der bis ins 3. Jahrhundert n. Chr. hinein Bestand hatte und sich nordwestlich von Pfahldorf noch als niedriger Wall mit den zwei Wachtürmen Wp. 14/72 und 73 beziehungsweise als Feldweg zeigt.
Erstmals ist Pfahldorf 820 erwähnt, als Siegfried, Abt von Engelbrechtsmünster, Güter an das Kloster Sankt Emmeram in Regensburg verschenkt. 891 schenkte König Arnulf von Kärnten dem Eichstätter Bischof Besitz in Pfahldorf. In der Auseinandersetzung um die „Hirschberger Erbschaft“ wurde der Ort 1305 dem Hochstift Eichstätt zugesprochen, nachdem 1302 der Bischof bereits ein Gut in Pfahldorf dem letzten Hirschberger Grafen Gebhard VII. abgekauft hatte. 1370 besaßen die Herren von Brunneck im Anlautertal hier Güter; im um 1747 angelegten Salbuch des bischöflichen Amtes Brunneck ist Pfahldorf verzeichnet.
Während der Hexenverfolgung im Hochstift Eichstätt wurde mindestens eine Frau aus Pfahldorf als vermeintliche Hexe angeklagt und 1613 zum Tode verurteilt.
Aus neuerer Zeit ist die Flurbereinigung von 1968 zu erwähnen. Am 1. Januar 1972 kam die Gemeinde im Zuge der Gebietsreform zum Markt Kipfenberg. Die Einwohnerzahl beträgt 440 (7. März 2016).

## Wirtschaft und Infrastruktur
Pfahldorf verfügt über zwei Gastronomiebetriebe, einen mit angeschlossenem Hotel, sowie mehrere Gewerbebetriebe. Im Ort gibt es einen Kindergarten.

## Pfarrkirche St. Johannes Baptist
Das Dorf ist seit 1752 ein katholischer Pfarrort; 2007 zählte die Pfarrei 389 Katholiken. Nachrichten über den Vorgängerbau (Wehrkirche Pfahldorf) der heutigen Pfarrkirche in der Ortsmitte in etwas erhöhter Lage fehlen; von der mittelalterlichen Anlage haben sich nur der Turm aus dem 14. Jahrhundert und die Friedhofsmauer erhalten. 1469 genehmigte der Eichstätter Bischof Wilhelm von Reichenau einen Frühmesser; damals gehörte Pfahldorf zur Pfarrei Gungolding. 1492 stiftete ein Steffan Schnitzer ein Armenseelenlicht an der Friedhofskapelle.
Der Turm wurde gegen Ende des 17. Jahrhunderts von einem Eichstätter Maurer repariert; die grün, gelb und graublau glasierten Daschen des Turmhelmes lieferte der Hafner Andreas Sander. 1760/61 entstand die heutige Kirche, indem unter Beibehaltung des Turmes das Langhaus neu aufgebaut wurde, und zwar von dem Kipfenberger Maurer Michael Haberl nach Plänen des Eichstätter Domkapitelbaumeisters Giovanni Domenico Barbieri. Dieser Neubau wurde im barocken Zeitgeschmack ausgestattet und 1792 konsekriert.
Der Chor befindet sich im Ostturm und hat eine barocke Flachdecke. Das Langhaus ist ebenfalls flachgedeckt, die Fenster sind stichbogig. Chor und Langhaus haben dekorative Deckengemälde zum Leben und Wirken des Kirchenpatrons. Sie stellen unter anderem die Taufe Christi und die Enthauptung des Johannes des Täufers dar. Sie wurden laut Inschrift 1760 gemalt.
Anstelle des Altarbildes ist eine spätgotische Figur des Kirchenpatrons aufgestellt, die aus dem säkularisierten Augustiner-Chorherrenkloster Rebdorf stammt und als „vorzügliche Schöpfung um 1510“ (Felix Mader) gilt. Die zweisäuligen Seitenaltäre wurden 1761 errichtet. In den Seitenaltären befindet sich rechts eine Figur des Hl. Andreas, und links eine Maria mit dem Kind. Die Kanzel ist barock, um 1700, und weist einen polygonen Korpus mit Ecksäulchen auf; die Bilder auf ihm sind jüngeren Datums.
Die Sakristei ist an die Südseite des Chores angebaut. Ein Torturm des im Mittelalter befestigten Kirchhofs, 1601/02 noch erwähnt, besteht nicht mehr. Eine spätgotische Johannes-Schüssel aus der Mitte des 15. Jahrhunderts mit farbigen Ranken des 17. Jahrhunderts, die Felix Mader (S. 255) zeigt, befindet sich nicht mehr in der Kirche.
1832 wurde der Kirchturm teilweise abgetragen und neu aufgeführt, jedoch um acht Meter niedriger.

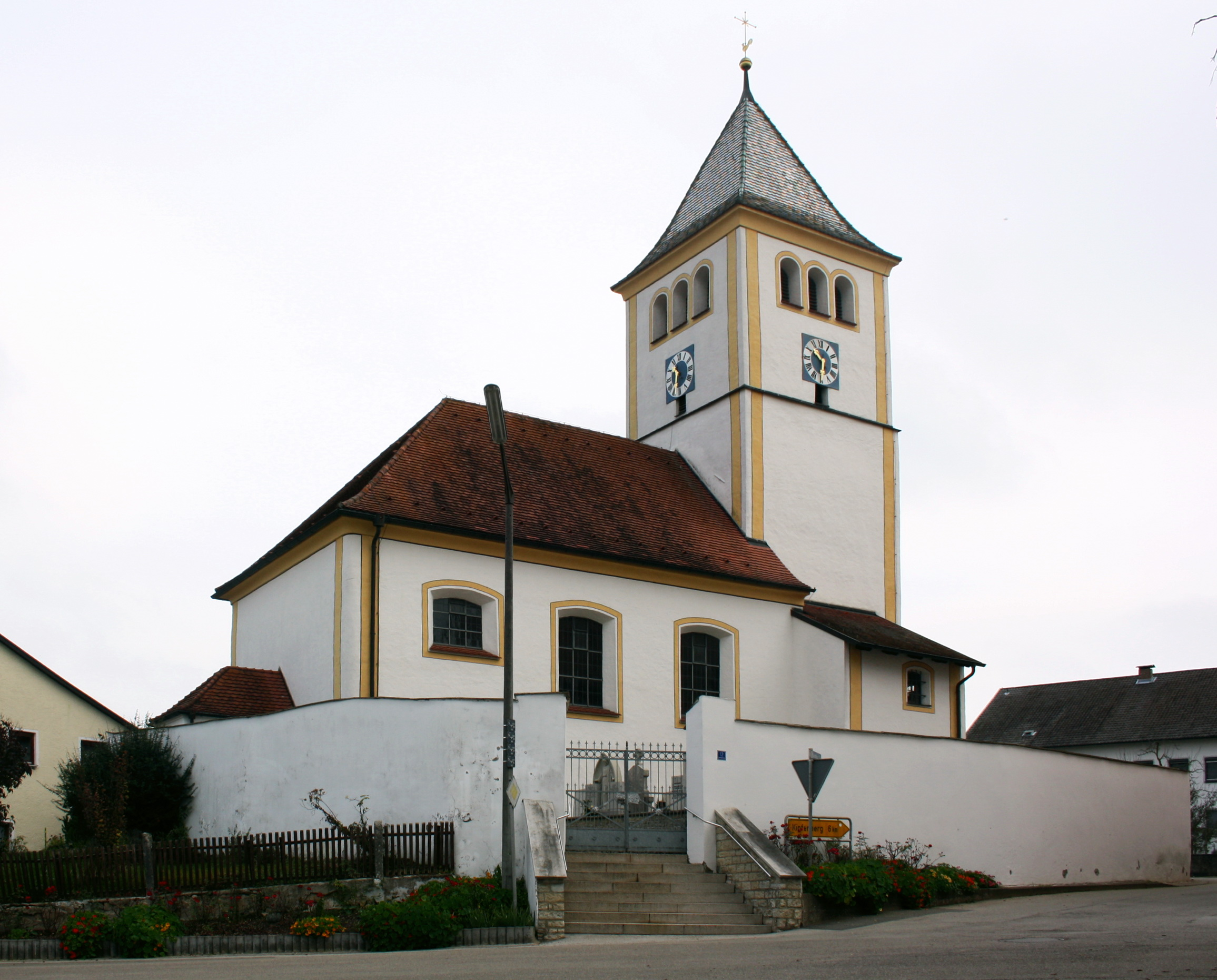
Kirche St. Johannes Baptist
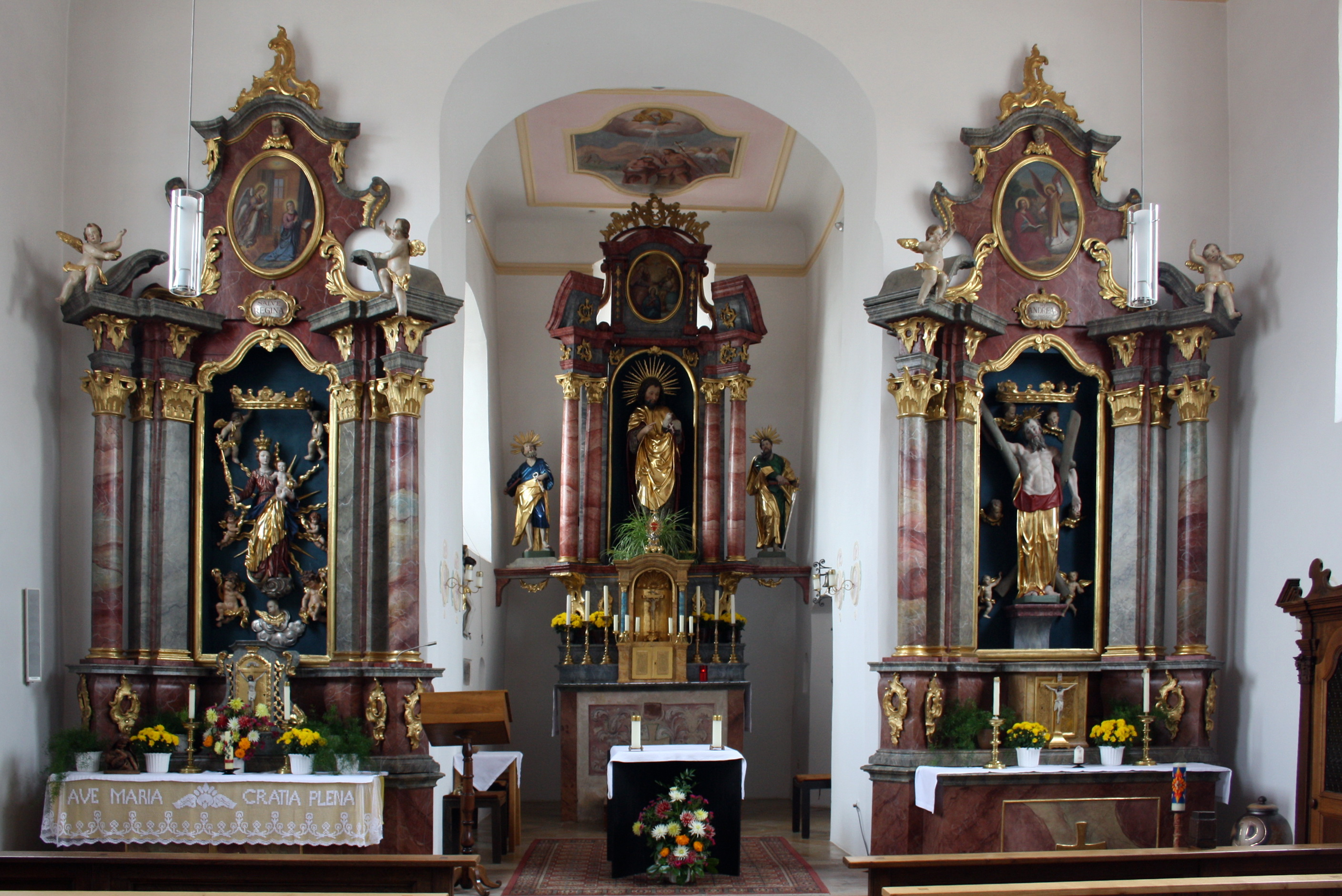
Altarraum der Kirche Johannes Baptist
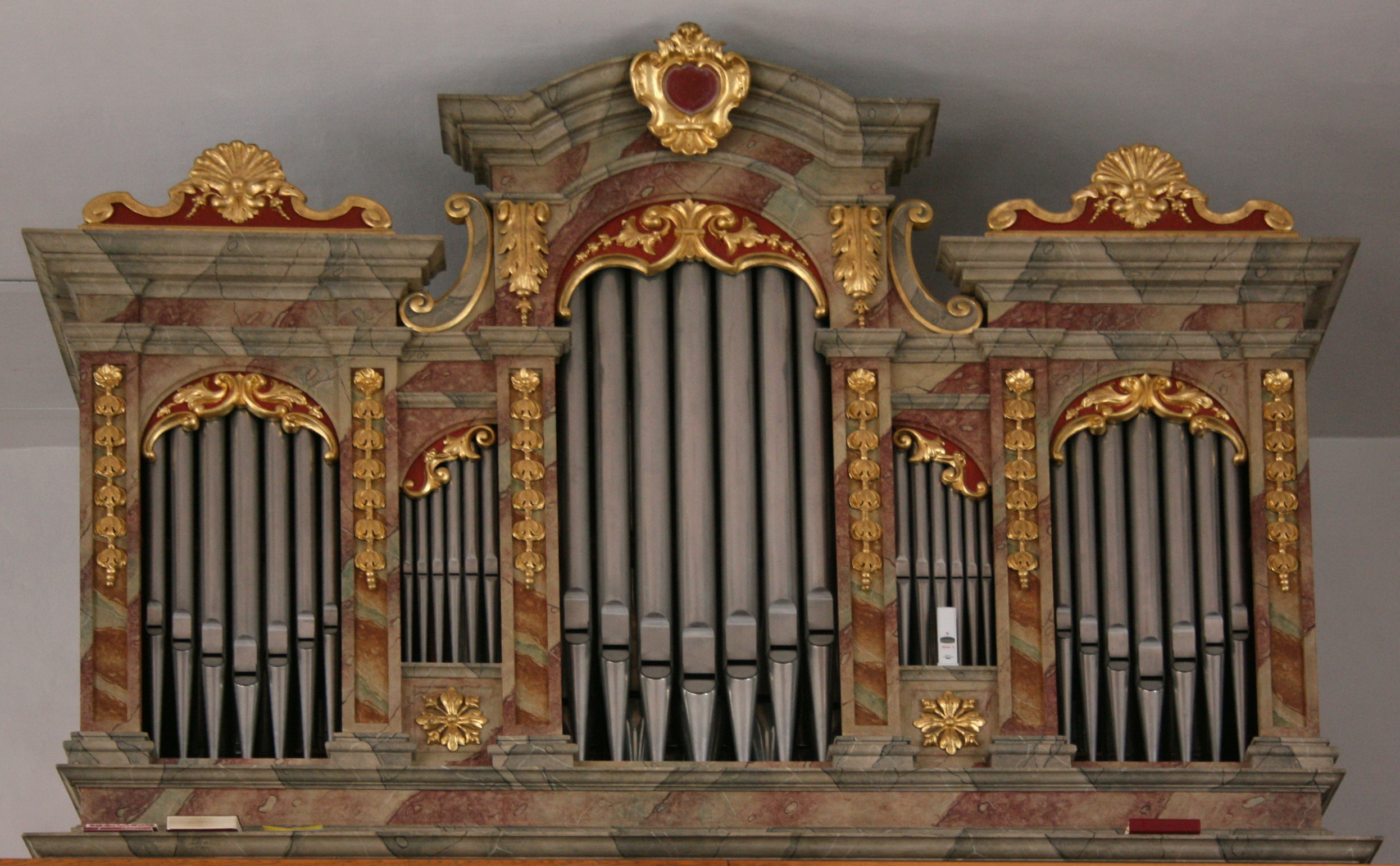
Orgel der Kirche
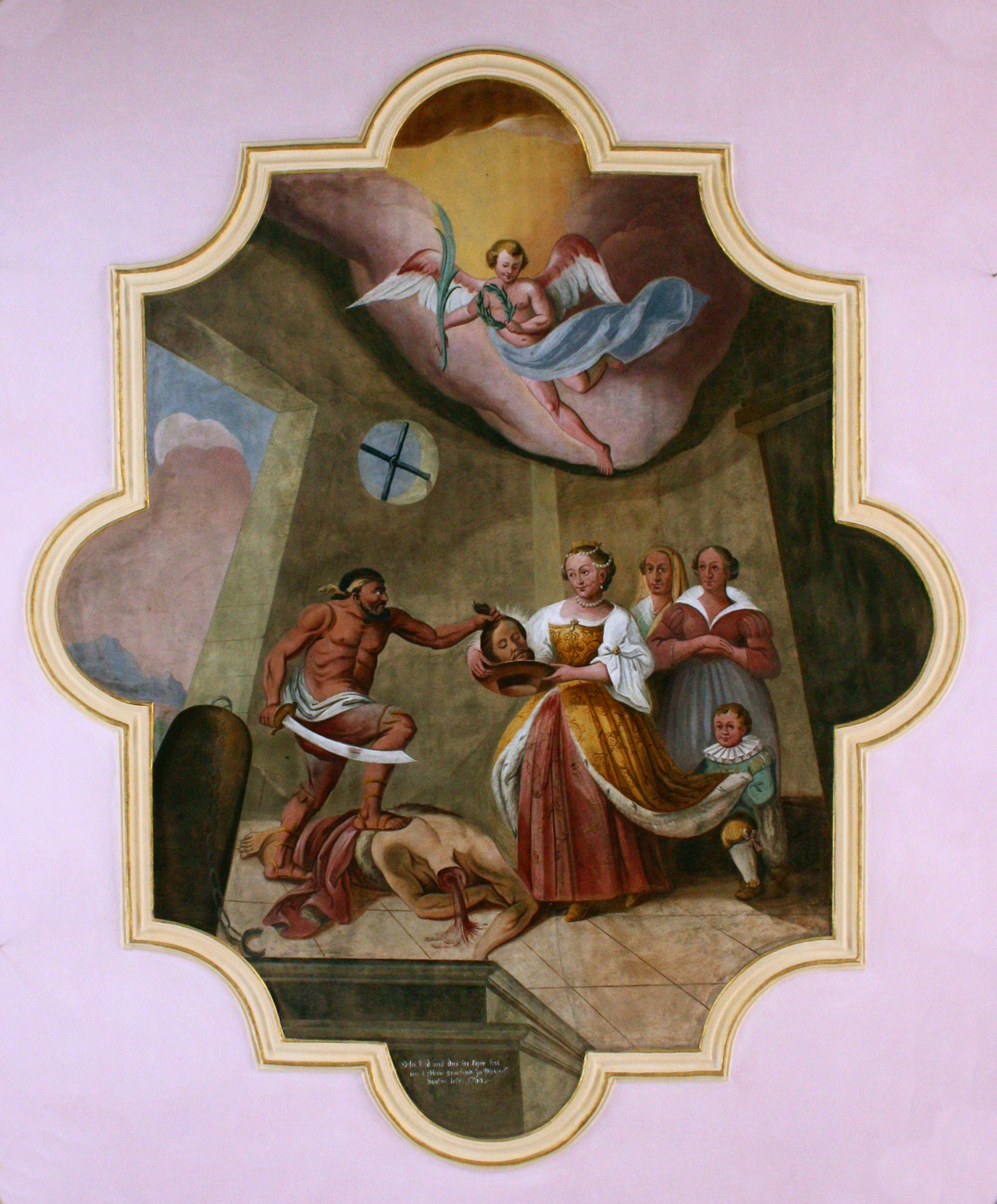
Deckengemälde – Enthauptung von Johannes Baptist

## Sonstiges
- In der Nähe von Pfahldorf steht als mächtiger Solitär die „Birnhoftanne“, eine Weiß-Tanne (Abies alba).
- 1996 wurde nordwestlich von Pfahldorf ein 16–17 Millionen Jahre alter Stoßzahn der Elefantenart Dinotherium bavaricum gefunden; im Raum Pfahldorf gibt es Kalkablagerungen von Seesedimenten der älteren Süßwassermolasse.
- Durch den Ort führt der Deutsche Limes-Radweg. Er folgt dem Obergermanisch-Raetischen Limes über 818 km von Bad Hönningen am Rhein nach Regensburg an der Donau.
- Der Limeswanderweg streift den nördlichen Ortsrand von Pfahldorf.

## Vereine
In Pfahldorf wirken folgende Vereine: Gartenbauverein, Krieger- und Militärverein, Mädchen- und Burschenverein, Schützenverein „Jurahöhe“ mit eigenem Schützenhaus und Freiwillige Feuerwehr.

## Persönlichkeiten
- Franz Xaver Bovius, Hersteller von Sonnenuhren, 1718–23 Frühmesser bzw. Pfarrkurat in Pfahldorf
- Michael Heiß, 1818–1890, Erzbischof von Milwaukee/USA, geboren in Pfahldorf